# Episymploce formosana
Episymploce formosana är en kackerlacksart som först beskrevs av Tokuichi Shiraki 1908.  Episymploce formosana ingår i släktet Episymploce och familjen småkackerlackor.

## Underarter
Arten delas in i följande underarter:
- E. f. yoshinoe
- E. f. formosana